# Thurio
Thurio (łac. Dioecesis Thuriensis) – stolica historycznej diecezji w Italii, erygowanej w I wieku, a włączonej w roku 950 w skład diecezji Rossano.
Współczesne miasto Corigliano Calabro w prowincji Cosenza we Włoszech. Obecnie katolickie biskupstwo tytularne ustanowione w 1995 przez papieża Jana Pawła II.

## Biskupi tytularni
| Lp. | Biskup            | Funkcja             | Od              | Do |
| --- | ----------------- | ------------------- | --------------- | -- |
| 1   | Antonio Lucibello | nuncjusz apostolski | 8 września 1995 |    |